# The Visitor (televisieserie)
The Visitor was een Amerikaanse sciencefictiontelevisieserie.
Het verhaal is een kruising tussen Renegade, The A-Team en The X-Files, maar omdat het verhaal niet aansloeg, is de serie na één seizoen stopgezet.
De serie ging over een piloot (Adam MacArthur) die 50 jaar geleden verdween in de Bermudadriehoek. Na zijn terugkeer zegt hij te zijn ontvoerd door buitenaardse wezens en daarna door diezelfde wezens teruggestuurd om de aarde te redden van vernietiging.
Hij reist door de hele VS om mensen te helpen, terwijl hij achternagezeten wordt door zowel de FBI als het Amerikaanse leger.